# 拉尔科拉
拉尔科拉，是西班牙瓦伦西亚自治区卡斯特利翁省的一个市镇。总面积95平方公里，总人口9508人（2001年），人口密度100人/平方公里。